# 로잔나 쉬아피노

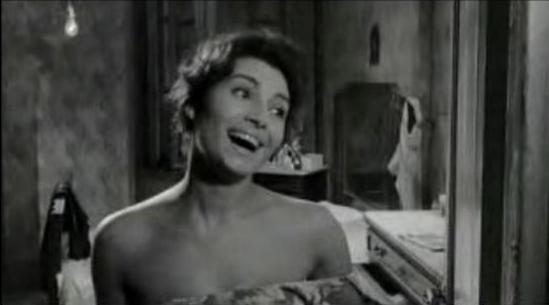

로잔나 쉬아피노(Rosanna Schiaffino, 1939년 11월 25일 ~ 2009년 10월 17일)는 이탈리아의 영화배우이다.
제노바에서 태어났으며 밀라노에서 사망하였다. 사인은 유방암이다.  리구리아주에 매장되었다.

## 영화
- 전함 바이킹 (1964년)
- 커럽션 (1963년)
- 라고파그 (1963년) - 안나 마리아 역
- 1 헥타르의 하늘 (1958년)
- 도전 (1958년) - 아선타 역